# テトコット (駆逐艦)
テトコット (HMS Tetcott) はイギリス海軍の駆逐艦。ハント級。

## 艦歴
1040年7月29日起工。1941年8月12日進水。同年12月11日竣工。
12月23日、コルベット「Heartsease」と衝突し損傷。
1942年4月、クライドへ移動し、フリータウンへ向かうWS18船団を護衛。5月、フリータウンからケープタウンへ向かうWS18船団を護衛。5月15日に船団と別れ、紅海を経て6月9日にアレクサンドリアに着き、第9駆逐艦戦隊に編入。
6月12日、トブルクからアレクサンドリアへ向かっていた「テトコット」と駆逐艦「グローヴ」はバルディア北方でドイツ潜水艦「U77」に発見され、「グローヴ」が雷撃を受け沈没。「テトコット」は79名を救助した。
同月、マルタへ補給船団を送るヴィガラス作戦に参加。6月14日、貨物船「Aagtekerk」とコルベット「Erica」、「Primula」が機関の問題により落伍。「Aagtekerk」は「テトコット」と「Primula」を伴ってトブルクへ向かうよう命じられた。3隻はドイツ軍第3急降下爆撃航空団のJu87と第1教導航空団のJu88の攻撃を受け、「Aagtekerk」は被弾炎上した。「テトコット」はJu87を2機撃墜した。
同月下旬、軽巡洋艦「ダイドー」などともに潜水母艦「メドウェイ」とギリシャ船「Corrinthia」を護衛したが、「メドウェイ」はドイツ潜水艦に撃沈された。
7月、パレスチナ、シリア沖で活動（エクスポーター作戦）。
8月3日夜、ヤッファの西でイギリス空軍のウェリントンがドイツ潜水艦「U372」を発見。駆逐艦「シーク」、「ズールー」がその場へ向かって攻撃を行い、その後「テトコット」と駆逐艦「クルーム」も攻撃に加わった。「U372」は4日13時30分ごろに浮上し自沈した。
9月、紅海へ移動。
10月、地中海に戻る。
11月、アレクサンドリアからマルタへ向かうMW13船団を護衛（ストーンエイジ作戦）
12月、マルタへ向かう船団を護衛（ポートカリス作戦）
1943年2月1日、ドイツ潜水艦に撃沈された敷設巡洋艦「ウェルシュマン」の生存者を救助。
7月、ハスキー作戦に参加。
9月、アヴァランチ作戦に参加。
10月からはエーゲ海でも活動した。
1944年1月、シングル作戦に参加。
続いてアドリア海へ移る。
9月、エーゲ海諸島の奪還に参加。以後もアドリア海やギリシャ方面で活動。10月25-26日、軽巡洋艦「オーロラ」、駆逐艦「Tyrian」とともにミロス島を砲撃。
1945年4月、イタリア沿岸で活動。駆逐艦「Marne」とのジェノヴァ砲撃時に小破。
1946年1月に予備役となる。1955年に処分リストに載り、同年9月24日に解体地着。